# Alfonso Luna
Alfonso Luna Islas (Metepec (Hidalgo), México; 23 de enero de 1990) es un futbolista mexicano. Juega como defensa y su equipo actual son los Alebrijes de Oaxaca de la Liga de Expansión MX.

## Clubes
| Club                   | País   | Año           |
| ---------------------- | ------ | ------------- |
| Pumas Morelos          | México | 2008 - 2011   |
| Atlante                | México | 2011 - 2013   |
| Atlético Coatzacoalcos | México | 2013 - 2014   |
| Atlante                | México | 2014-2020     |
| Querétaro F. C.        | México | 2020-2021     |
| Venados F. C.          | México | 2021-presente |

## Palmarés

### Campeonatos nacionales
| Título           | Club                   | País              | Año  |
| ---------------- | ---------------------- | ----------------- | ---- |
| Segunda División | Atlético Coatzacoalcos | Bandera de México | 2014 |